# Ban Tetsugyu Soin
Ban Tetsugyu Soin (Hanamaki, 4 giugno 1910 – Tokyo, 21 gennaio 1996) è stato un maestro zen giapponese.
Successore di Harada Daiun Sogaku, fu uno dei primi ad aprire a praticanti occidentali il suo insegnamento

## Biografia
Ban Tetsugyu Soin venne ordinato monaco Zen Soto nel 1917 a Fuchizawa, dal maestro Engaku Chimyo, da cui tempo dopo avrebbe ricevuto la trasmissione del Dharma. Dal 1931 al 1938 egli praticò all'Hossin-ji, che era guidato dal maestro Harada, da cui probabilmente apprese il metodo che combinava la pratica dei koan alle forme della tradizione Soto. Successivamente divenne studente dell'Università di Komozawa, dove si laureò nel 1941.
Nel 1947 diventò Tanto, seconda carica nel monastero dopo il maestro, nel monastero di Hosshin-ji. L'anno successivo, ricoprì la stessa carica nel monastero Rinzai Hoon-ji di Kyoto. Nello stesso anno, ricevette la Trasmissione del Dharma dal maestro Harada, e divenne abate del monastero Soto Tosho-ji a Tokyo. Successivamente, fondò il monastero Kannon-ji ad Iwate e il Tetsugyu-ji ad Oita.
Tetsugyu Soin fu uno dei primi maestri zen giapponesi ad aprire le porte anche a discepoli occidentali che volevano avvicinarsi al suo insegnamento. Divenne particolarmente famoso il caso della monaca Maura Soshin O'Halloran, che trattò dei suoi anni passati al monastero Tosho-ji nel suo diario Cuore Puro, Mente Illuminata. Altri casi simili degni di nota sono quello dello statunitense Paul Tesshin Silverman, che, succedendo a Soin come abate di Tetsugyu-ji, divenne nel 1993 il primo abate occidentale di un monastero giapponese, e dell'italiano Carlo Zendo Tetsugen Serra, che portò come missionario i suoi insegnamenti in Italia, fondando i monasteri Enso-ji a Milano e Sanbo-ji in provincia di Parma.
Tetsugyu Soin si ritirò come abate di Tosho-ji nel 1992, lasciando il suo incarico all'erede Tetsujyo Deguchi, attuale abate del monastero di Tokyo. Morì quattro anni dopo, sempre nella capitale giapponese, all'età di ottantasette anni.